# Гарай, Эпифанио

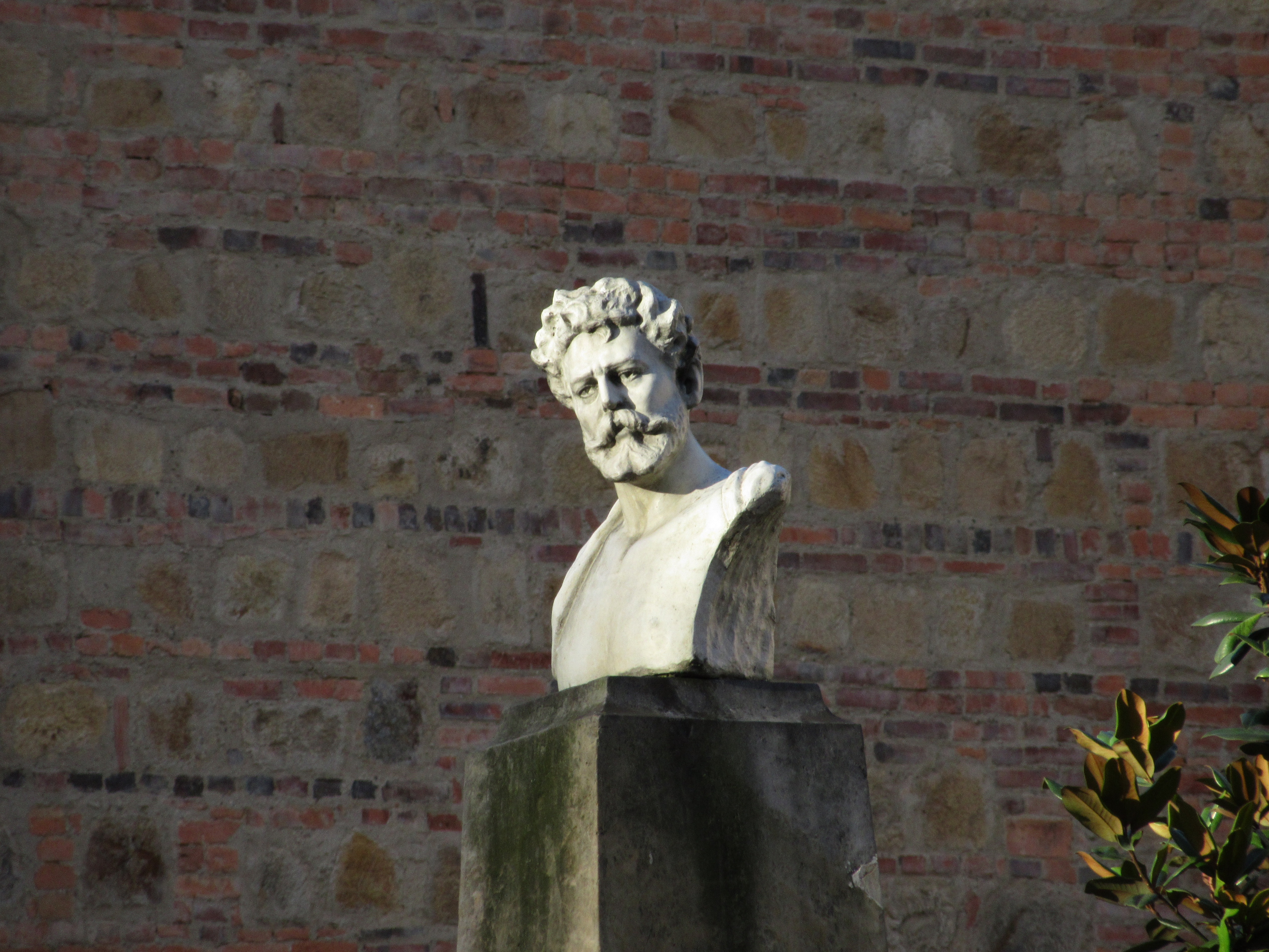
Бюст Эпифанио Гарая перед Национальным музеем Колумбии

Эпифанио Гарай (исп. Epifanio Garay; 9 января 1849, Богота — 8 октября 1903, Вильета, департамент Кундинамарка) — колумбийский художник и оперный певец. Отец поэтессы Николь Гарай и музыканта и дипломата Нарсисо Гарая.
Учился в Боготе у Хосе Мануэля Гроота. В 1873 г. женился на Мерседес Диас Ремон из Панамы и перебрался в Панаму. Пел на оперной сцене (под итальянизированной фамилией Гарини), в 1876 г. выступал в составе итальянской оперной труппы в Нью-Йорке, в 1880 г. участвовал в премьере оперы Хосе Марии Понсе де Леона «Флоринда» в Боготе. В 1882 г. получил правительственную стипендию для обучения в Европе; учился в парижской Академии Жюлиана у Вильяма Бугро и Леона Бонна и после возвращения в Колумбию в 1886 году занимался преимущественно живописью. В 1890—1892 гг. руководил художественной школой в Картахене. С 1898 г. возглавлял Высшую школу изящных искусств в Боготе.

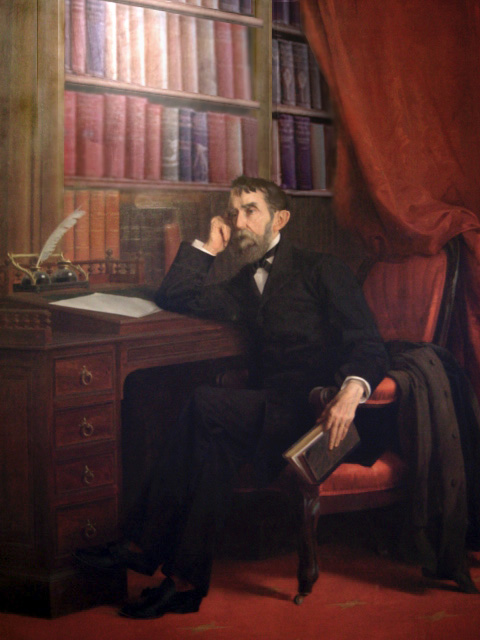
Портрет бывшего президента Колумбии Рафаэля Нуньеса (1891)

Гарай известен, главным образом, как крупнейший колумбийский портретист. В то же время ему принадлежит ряд картин на религиозные темы.